# Fatjatj-Jauratj
Fatjatj-Jauratj är en sjö i Jokkmokks kommun i Lappland och ingår i Luleälvens huvudavrinningsområde. Sjön har en area på 0,124 kvadratkilometer och ligger 315,1 meter över havet.

## Delavrinningsområde
Fatjatj-Jauratj ingår i det delavrinningsområde (740405-168703) som SMHI kallar för Utloppet av Fatjatj-Jauratj. Medelhöjden är 343 meter över havet och ytan är 2,36 kvadratkilometer. Det finns inga avrinningsområden uppströms utan avrinningsområdet är högsta punkten. Vattendraget som avvattnar avrinningsområdet har biflödesordning 4, vilket innebär att vattnet flödar genom totalt 4 vattendrag innan det når havet efter 177 kilometer. Avrinningsområdet består mestadels av skog (67 procent) och sankmarker (18 procent). Avrinningsområdet har 0,12 kvadratkilometer vattenytor vilket ger det en sjöprocent på 5,2 procent.